# フレンチブルドッグ (お笑いコンビ)
フレンチブルドッグは、吉本興業東京本社（東京吉本、厳密には子会社のよしもとクリエイティブ・エージェンシー）所属のお笑いコンビ。東京NSC10期生。旧芸名はスパンコール。2010年2月解散。

## メンバー
- 菅原知明（すがわら ともあき）

ツッコミとバイオリン演奏担当
小学生のとき滋賀に住んでいた（公式ブログより）
- 島居俊介（しまい しゅんすけ）

ボケとギター演奏担当
現在は後輩（NSC11期生）である嶋田修平（元TOKYO無鉄砲）とシマッシュレコードを結成した。
ちなみに、島居と嶋田は神保町花月などで、リョウイチケンイチというユニットを組んでいた。

## 概説
M-1グランプリ2008 2回戦進出
芸風は主にコントで様々なシチュエーションを行い、落ちは島居のギターと菅原のバイオリン演奏でコントを終了する。

## 出演
- ヨシモト∞
- あらびき団（TBSテレビ）
- エンタの神様（日本テレビ） - キャッチコピーは「情熱の結末」
- 爆笑ピンクカーペット（フジテレビ） - キャッチコピーは「お笑いカンタービレ」(「スパンコール」時代)
- 爆笑レッドカーペット（フジテレビ） - キャッチコピーは「お笑いカンタービレ」